# Scott Keltie Glacier
Scott Keltie Glacier är en glaciär i Antarktis. Den ligger i Östantarktis. Nya Zeeland gör anspråk på området. Scott Keltie Glacier ligger 212 meter över havet.
Terrängen runt Scott Keltie Glacier är huvudsakligen kuperad, men söderut är den bergig. Havet är nära Scott Keltie Glacier åt nordost. Trakten är obefolkad. Det finns inga samhällen i närheten. 